# Кукуруза
Кукуру́за са́харная, также маи́с (лат. Zéa máys) — однолетнее травянистое культурное растение, единственный культурный представитель рода Кукуруза (Zea) семейства Злаки (Poaceae). Помимо культурной кукурузы, род Кукуруза включает четыре вида — Zea diploperennis, Zea perennis, Zea luxurians, Zea nicaraguensis — и три дикорастущих подвида Zea mays: ssp. parviglumis, ssp. mexicana и ssp. huehuetenangensis. Считается, что многие из названных таксонов играли роль в селекции культурной кукурузы в древней Мексике. Существует предположение, что кукуруза — самое древнее хлебное растение в мире.
Кукуруза подразделяется на 9 ботанических групп, различающихся по строению и морфологии зерна: кремнистая (Zea mays var. indurata), зубовидная (Zea mays var. indentata), полузубовидная (Zea mays var. semidentata), лопающаяся (Zea mays var. everta), сахарная (Zea mays var. saccharata), крахмалистая, или мучнистая (Zea mays var. amylacea), крахмалисто-сахарная (Zea mays var. amyleosaccharata), восковидная (Zea mays var. ceratina) и плёнчатая (Zea mays var. tunicata).

## Ботаническое описание и биологические особенности

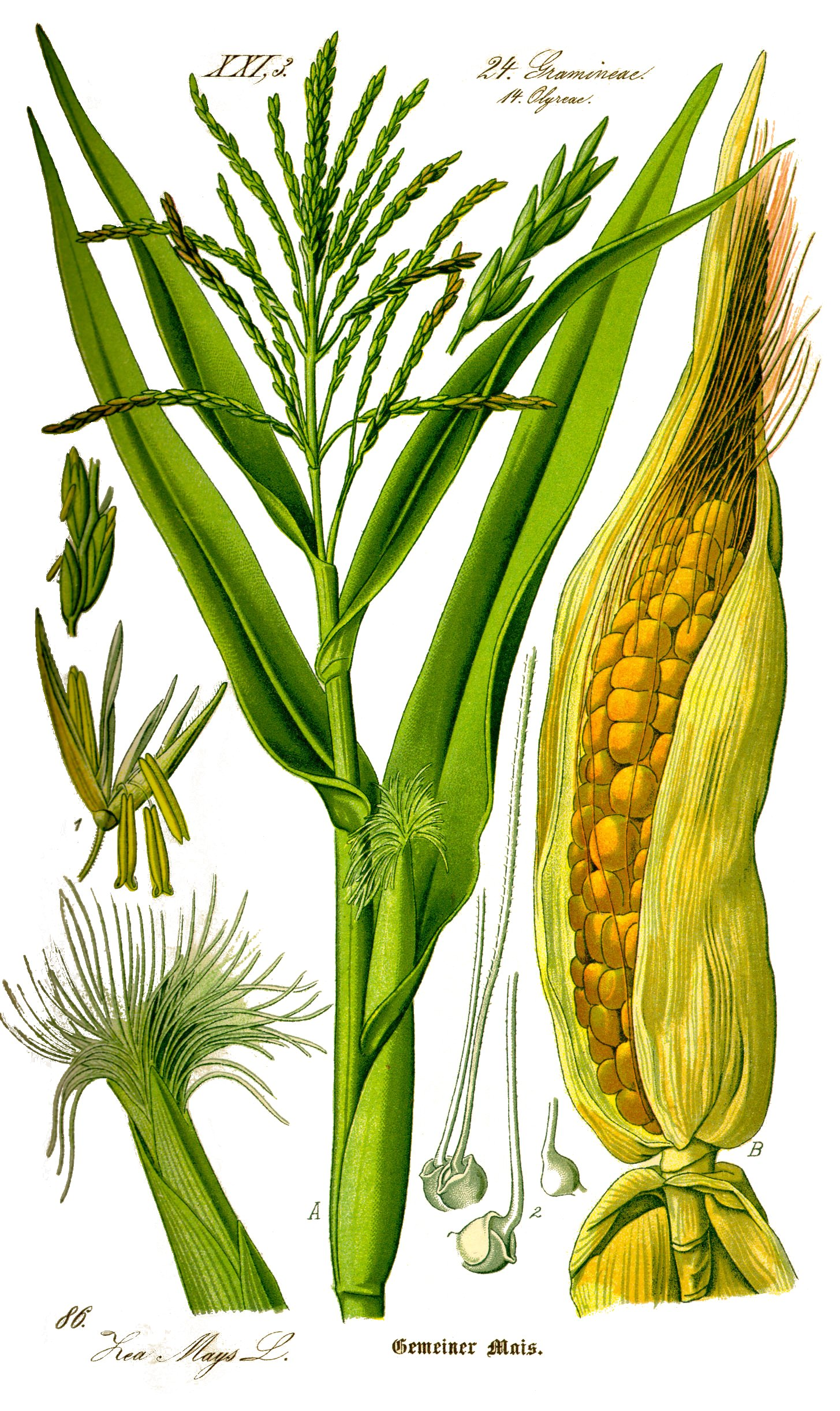

Кукуруза — высокорослое однолетнее травянистое растение, достигающее высоты 3 м и более. Кукуруза имеет хорошо развитую мочковатую корневую систему, проникающую на глубину 100—150 см. На нижних узлах стебля могут образовываться воздушные опорные корни, предохраняющие стебель от падения и снабжающие растение водой и питательными веществами.
Стебель прямостоячий, до 4 м в высоту и 7 см в диаметре, без полости внутри (в отличие от большинства других злаков).
Листья крупные, линейно-ланцетные, до 10 см шириной и метр длиной. Их число от 8 до 42.
Растения однодомные с однополыми цветками: мужские собраны в крупные метёлки на верхушках побегов, женские — в початки, расположенные в пазухах листьев. На каждом растении обычно 1—2 початка, редко больше. Длина початка от 4 до 50 см, диаметр от 2 до 10 см, масса от 30 до 500 граммов. Початки плотно окружены листообразными обвёртками. Наружу на верхушке такой обвёртки выходит только пучок длинных пестичных столбиков. Ветер переносит на их рыльца пыльцу из мужских цветков, происходит оплодотворение, и на початке развиваются крупные плоды-зерновки.
Форма зерновок кукурузы весьма своеобразна: они не вытянутые, как у пшеницы, ржи и многих других культурных злаков, а кубические или округлые, плотно прижаты друг к другу и расположены на стержне початка вертикальными рядами. В одном початке может быть до 1000 зерновок. Размеры, форма и окраска зерновок различаются у разных сортов; обычно зерновки жёлтого цвета, но бывает кукуруза с красноватыми, фиолетовыми, синими и даже почти чёрными зерновками.
Вегетационный период длится приблизительно 90—150 суток. Всходит кукуруза на 10—12 сутки после посева. Кукуруза является теплолюбивым растением. Оптимальная температура для её выращивания — 20—24 °С. Кроме того, кукуруза нуждается в хорошем солнечном освещении.
|                                                                                   |  |  |  |
| Слева направо: мужское соцветие, женское соцветие, початок, семена сорта 'Fraise' |  |  |  |

## История

### История происхождения
Кукуруза была введена в культуру 7—12 тыс. лет назад на территории современной Мексики. Древнейшие находки зерновок культурной кукурузы на территории современных штатов Оахака (пещера Гвила Накитц) и Пуэбла (пещеры около города Теуакан) датируются соответственно 4250 и 2750 годами до н. э. Интересно, что кукурузные початки в те времена были примерно в 10 раз меньше, чем у современных сортов, и не превышали 3-4 см в длину.
Международная группа учёных под руководством археоботаника Долорес Пиперно (Dolores Piperno) из Смитсоновского национального музея естественной истории и профессора антропологии Энтони Ранере (Anthony Ranere) из Университета Темпл в Филадельфии обнаружила первые прямые свидетельства того, что кукуруза была одомашнена около 8700 лет назад в центре долины Бальсас в Мексике, и что её диким предком было местное растение, именуемое теосинте. На сегодня это самая ранняя датировка одомашнивания кукурузы. Кластер генов Tcb1-s является одним из трёх, который придаёт несовместимость между редко гибридизирующимися популяциями кукурузы и теосинта. В отличие от двух других, Tcb1-s встречается почти исключительно в диком теосинте и содержит как мужские, так и женские гены, которые кодируют способность дикого теосинта отторгать пыльцу кукурузы. Анализ микроостатков (крахмала зёрен и ископаемых растений), обнаруженных на каменном заслоне от ветра, называемом Шиуатоштла, проведённый при участии Айрин Холст (Irene Holst), предоставил прямые свидетельства в отношении одомашнивания как кукурузы, так и ряда растений семейства тыквенных.
Существует несколько теорий происхождения культурной кукурузы:
1. Как результат селекции одного из подвидов мексиканской дикой кукурузы, Zea mays ssp. parviglumis; данный таксон и сейчас растёт в Мексике и Центральной Америке. Скорее всего, культура возникла в бассейне реки Бальсас на юге современной Мексики. Не исключено, что до 12 % генетического материала предковые формы культурной кукурузы получили от другого подвида — Zea mays ssp. mexicana — за счёт интрогрессивной гибридизации.
2. Как результат гибридизации мелкой окультуренной дикой кукурузы (то есть слегка видоизменённой формы дикой кукурузы) с другим видом данного рода — либо Zea luxurians, либо Zea diploperennis.
3. Один из таксонов мексиканской дикой кукурузы вводился в культуру несколько раз.
4. Культурная кукуруза возникла при гибридизации Zea diploperennis с каким-то представителем близкородственного рода Tripsacum.

Большинство современных исследователей принимают первую гипотезу, предложенную нобелевским лауреатом Джорджем Бидлом в 1939 году и основанную, кроме всего прочего, на экспериментальных данных.
Считается, что наибольшие изменения связаны примерно с пятью участками генома, всего было обнаружено порядка 50 генов, подвергшихся отбору при селекции.
Пока кукурузу возделывали на небольших площадях в мексиканских высокогорьях, она оставалась довольно однообразной с генетической точки зрения. Однако примерно с XV века до н. э. культура кукурузы начала быстро распространяться по Мезоамерике. Для новых условий потребовались новые сорта. Эта необходимость стала стимулом для интенсивной селекции кукурузы, что выразилось во взрывообразном росте её сортового разнообразия в XII—XI веках до н. э.
Роль кукурузы в американской истории трудно переоценить. С высокой долей вероятности можно утверждать, что практически все мезоамериканские цивилизации — Ольмекская культура, цивилизация майя, цивилизация ацтеков и другие — обязаны своим появлением и расцветом прежде всего культуре кукурузы, потому что именно она легла в основу высокопродуктивного земледелия, без которого не могло возникнуть развитое общество. Особую роль кукурузы в жизни древних ацтеков хорошо отражала их религиозная система, одним из центральных богов которой был бог кукурузы Центеотль/Шилонен.

### Применение у ацтеков

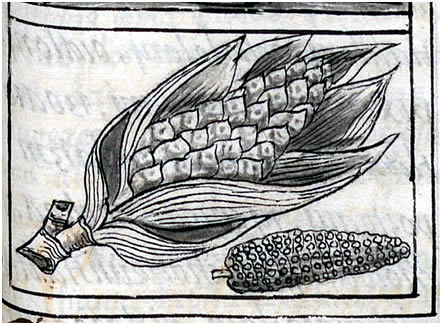
Одно из первых изображений кукурузы. (Бернардино де Саагун, 1577)

В произведении «Общая история дел Новой Испании» (1547—1577) Бернардино де Саагун, опираясь на сведения ацтеков о свойствах растений, привёл различные сведения о кукурузе, в частности, о применении в медицине и быту, а также о том, как велико было разнообразие сортов (текст записан на языке науатль, но снабжён рисунками):

Куаппачсинтли или куаппальчинтли. Светло-коричневый, светло-коричневый спелый, светло-коричневый на вид. Становится светло-коричневым, темнеет. Шочисинтли [или] шочисентли. Это белый маис, в цветных полосках, раскрашен в цвета, раскрашен в кровавый цвет, как сильно окрашенный кровью, окрашенный кровью, окрашен, сильно окрашен, обрызган цветами, орошен цветами. Цацапалли. Расколотый маис, выходящий из двух шариков, широкий, окружённый в двух шарах. Разновидности жёлтого маиса. <…> Разновидности алого маиса. <…> Разновидности светло-коричневого маиса. <…> Разновидности красного маиса. <…> Разновидности чёрного маиса. <…> Разновидности маиса различных цветов. <…> Стебли маиса, выросшие зелёными, мелкими и среднего размера. <…> О траве маиса, и о различных раскрасках. <…> Разновидности маиса, который образуется из двух концов. <…> О мелких початках маиса, которые являются отростками початков. <…>Початки маиса, которые образуются бесформенными. <…> Гнилой початок маиса. <…> Маис, который образуется таким образом. <…> Отрывание (?) початков маиса. <…> Ложный маис, который похож на маис, но не является им. <…> Маис различных провинций в початке и различных <…>.

### Другие регионы
До прихода европейцев кукуруза успела распространиться как на юг (Южная Америка), так и на север. Наиболее северным регионом её распространения был бассейн реки Святого Лаврентия, на границе между современными канадскими провинциями Онтарио и Квебек и штатом Нью-Йорк, где лаврентийские ирокезы возделывали её в период с X по XVI век н. э.

### Распространение в Европе
Кукурузу привезли в XVI веке из Америки сначала в Испанию, а оттуда она быстро распространилась по другим европейским странам. В XVII веке кукурузу стали выращивать в Крыму, на Кавказе и на юге современной Украины. Кукуруза сыграла важную роль в истории кавказских народов — она как минимум втрое более продуктивна, чем традиционное для Кавказа просо, поэтому её выращивание позволяло прокормить большее население.

## Производство кукурузы
| Мировое производство кукурузы по годам (тысяч тонн) | Мировое производство кукурузы по годам (тысяч тонн) |
| --------------------------------------------------- | --------------------------------------------------- |
| 1965                                                | 226 544                                             |
| 1970                                                | 265 831                                             |
| 1975                                                | 341 661                                             |
| 1980                                                | 396 623                                             |
| 1985                                                | 485 527                                             |
| 1990                                                | 483 343                                             |
| 1995                                                | 517 329                                             |
| 2000                                                | 592 039                                             |
| 2005                                                | 714 191                                             |
| 2010                                                | 851 680                                             |
| 2015                                                | 1 052 097                                           |
| 2016                                                | 1 100 226                                           |
| 2017                                                | 1 134 747                                           |
| 2018                                                | 1 147 689                                           |
| 2020                                                | 1 023 104                                           |

| Ведущие производители кукурузы (тысяч тонн) Источник: Продовольственная и сельскохозяйственная организация ООН | Ведущие производители кукурузы (тысяч тонн) Источник: Продовольственная и сельскохозяйственная организация ООН | Ведущие производители кукурузы (тысяч тонн) Источник: Продовольственная и сельскохозяйственная организация ООН | Ведущие производители кукурузы (тысяч тонн) Источник: Продовольственная и сельскохозяйственная организация ООН | Ведущие производители кукурузы (тысяч тонн) Источник: Продовольственная и сельскохозяйственная организация ООН | Ведущие производители кукурузы (тысяч тонн) Источник: Продовольственная и сельскохозяйственная организация ООН | Ведущие производители кукурузы (тысяч тонн) Источник: Продовольственная и сельскохозяйственная организация ООН | Ведущие производители кукурузы (тысяч тонн) Источник: Продовольственная и сельскохозяйственная организация ООН | Ведущие производители кукурузы (тысяч тонн) Источник: Продовольственная и сельскохозяйственная организация ООН | Ведущие производители кукурузы (тысяч тонн) Источник: Продовольственная и сельскохозяйственная организация ООН |
| Страна | 1985 | 1995 | 2005 | 2009 | 2014 | 2016 | 2017 | 2018 | 2020 |
| --- | --- | --- | --- | --- | --- | --- | --- | --- | --- |
| США | 225453 | 187969 | 282261 | 333011 | 361091 | 384778 | 370960 | 392451 | 360252 |
| Китай | 64102 | 112361 | 139498 | 164107 | 215646 | 231674 | 259071 | 257174 | 260670 |
| Бразилия | 22018 | 36267 | 35113 | 51232 | 79882 | 64143 | 97722 | 82288 | 103964 |
| Аргентина | 11900 | 11404 | 20482 | 13121 | 33087 | 39793 | 49476 | 43462 | 58396 |
| Украина | - | 3391 | 7166 | 10486 | 28497 | 28075 | 24669 | 35801 | 30290 |
| Индия | 6643 | 9534 | 14709 | 16680 | 24170 | 26260 | 28720 | 27820 | 30160 |
| Мексика | 14103 | 18352 | 19338 | 20142 | 23273 | 28251 | 27762 | 27170 | 27425 |
| Индонезия | 4329 | 8245 | 12523 | 17629 | 19008 | 20370 | 27952 | 30254 | 22500 |
| ЮАР | 8444 | 4866 | 11715 | н/д | 14250 | 7779 | 16820 | 12510 | 15300 |
| Россия | - | 1738 | 3060 | 3963 | 11332 | 15310 | 13236 | 11419 | 13879 |
| Канада | 6969 | 7270 | 9332 | 9561 | 11487 | 12349 | 14095 | 13885 | 13563 |
| Франция | 12409 | 12739 | 13687 | 15288 | 18343 | 12131 | 14122 | 12667 | 13419 |
| Нигерия | 1826 | 6931 | 5957 | 7338 | 10059 | 10414 | 10420 | 10155 | 12000 |
| Румыния | 11903 | 9923 | 10388 | 7973 | 11989 | 10746 | 14326 | 18664 | 10942 |
| Эфиопия | н/д | 1990 | 3912 | 3897 | 7235 | 7847 | 8117 | 7360 | 10022 |
| Пакистан | н/д | 1504 | 3110 | 3262 | 4937 | 6134 | 5902 | 6309 | 8465 |
| Венгрия | 6817 | 4649 | 9050 | 7528 | 9315 | 7407 | 6811 | 7963 | 8365 |
| Филиппины | н/д | 4129 | 5253 | 7034 | 7771 | 7219 | 7915 | 7772 | 8119 |
| Сербия | - | н/д | н/д | 6396 | 7952 | 7377 | 4018 | 6965 | 7873 |
| Египет | 3686 | 4535 | 7085 | 7686 | 8060 | 8001 | 7100 | 7300 | 7500 |

В 2014 году страны Европейского союза собрали 74 160 тысяч тонн кукурузы.
Кукуруза является второй по продаваемости зерновой культурой в мире (после пшеницы). Мировой экспорт кукурузы в 2009 году составил около 100 миллионов тонн, из которых 47,6 % пришлось на США, после которых шли Аргентина (8,5 %) и Бразилия (7,7 %). Крупнейшим импортёром в 2009 году была Япония (17,0 %), затем Южная Корея (7,7 %), Мексика (7,6 %), Китай (4,9 %) и Испания (4,2 %).
В 2006 году урожай кукурузы в США выдался рекордным — был собран третий за всю историю страны урожай. Несмотря на это, цена бушеля зерна на Чикагской бирже в начале ноября составила 3,44 доллара против 1,8 доллара в начале сентября. Причина подорожания кроется в том, что кукуруза идёт на изготовление этанола, спрос на который существенно вырос в те годы в связи с ростом цен на нефть.
| США       | 49,7 |
| Бразилия  | 20,7 |
| Украина   | 17,6 |
| Аргентина | 15,9 |
| Франция   | 5,8  |
| Румыния   | 3,7  |
| Индия     | 3,6  |
| Россия    | 3,5  |
| Венгрия   | 2,5  |
| Сербия    | 2,4  |

| Япония           | 15,0 |
| Египет           | 10,9 |
| Мексика          | 10,4 |
| Республика Корея | 10,2 |
| Испания          | 6,3  |
| Иран             | 6,0  |
| Нидерланды       | 5,4  |
| Вьетнам          | 4,8  |
| Италия           | 4,6  |
| Алжир            | 4,1  |

### Производство кукурузы в России
В России сахарную кукурузу выращивают в Центрально-чернозёмном районе, в Нижнем Поволжье, на Северном Кавказе, юге Дальнего Востока.
Основные регионы России по сбору кукурузы — Краснодарский край, Курская область, Кабардино-Балкария, Воронежская область, Брянская область и Белгородская область.
В 2021 году в России урожай кукурузы составил 15,24 млн тонн против 13,9 млн тонн годом ранее.
По итогам 2021 года экспорт кукурузы из РФ составил 4160,5 тыс. тонн (в 2020 году — 3698,2 тыс. тонн, в 2019 году — 3105,6 тыс. тонн).

## Значение и применение

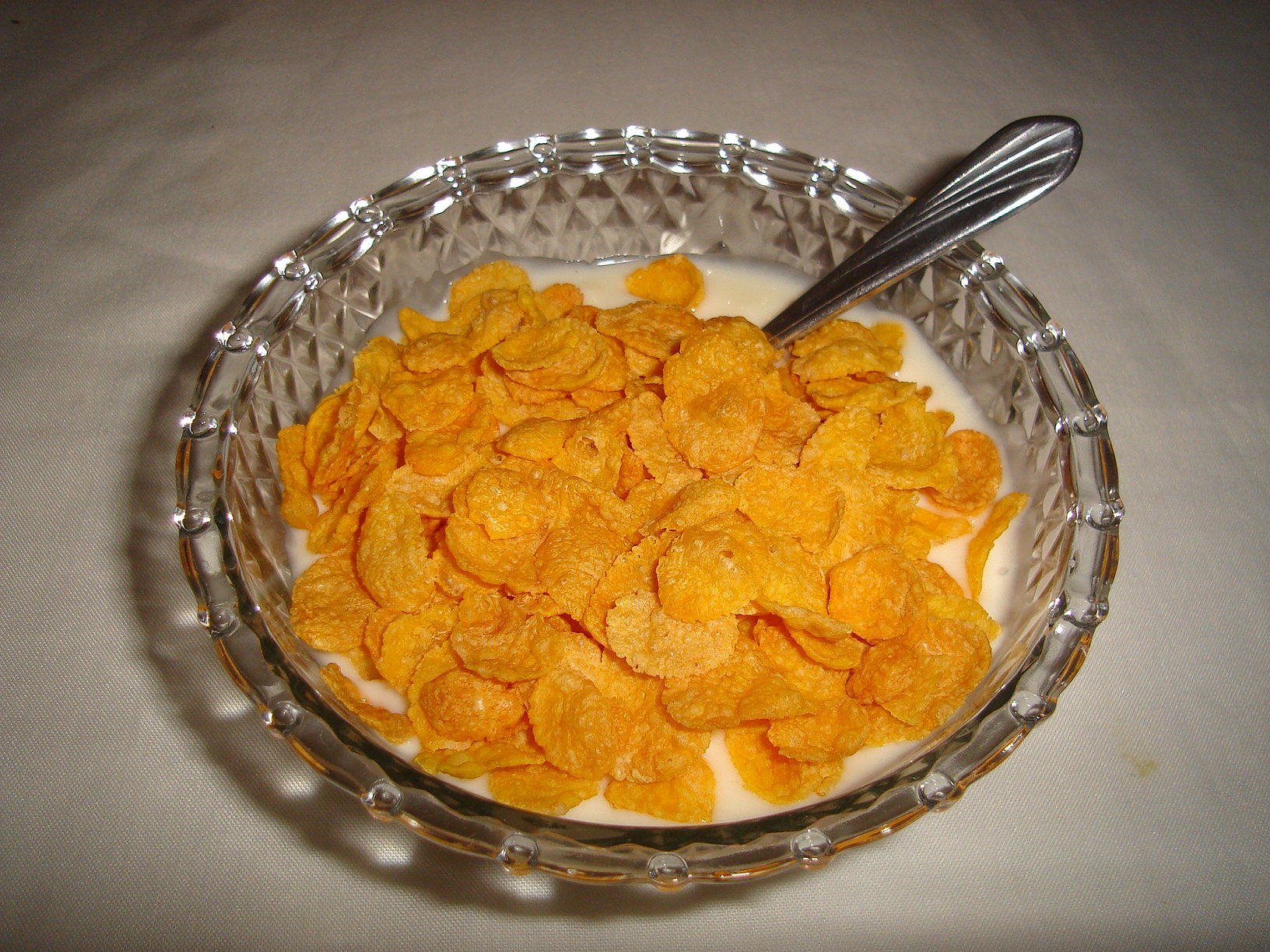
Кукурузные хлопья с йогуртом

Белок кукурузы содержит ряд аминокислот, являющихся незаменимыми для организма человека. Однако их состав не сбалансирован и беден такими незаменимыми аминокислотами, как лизин и триптофан.

### В кулинарии
Кулинарные возможности кукурузы велики. Свежеубранные початки готовы к употреблению, но обычно их употребляют в отварном виде. Для длительного хранения их можно заморозить. Консервированные зёрна кукурузы используют для приготовления салатов, первых и вторых блюд. Кукурузная мука крупного помола идёт на приготовление каш, а тонкого — пудингов, вареников, оладий и другой выпечки. При добавлении кукурузной муки в торты и печенье эти изделия становятся более вкусными и рассыпчатыми. Из предварительно ароматизированных и раздробленных зёрен кукурузы изготавливают кукурузные хлопья — готовый продукт питания, не требующий дополнительной кулинарной обработки. Их употребляют на гарнир, а также как самостоятельное блюдо вместе с соками, компотами, чаем, кофе, молоком и йогуртом.
В молдавской кухне кукуруза стала характерным продуктом около 200 лет тому назад. Она была завезена в Молдавию в XVII веке и широко распространилась в XVIII, став прежде всего повседневной пищей бедняков. Из кукурузы в Молдавии готовят кашу мамалыгу, её широко используют в супах и гарнирах, её отваривают и пекут, из кукурузной муки делают кондитерские изделия.
В аргентинской кухне есть множество блюд на основе кукурузы: локро — суп из кукурузы и мяса, умита — блюдо из кукурузы и творога, тамалес — кушанье из мяса, кукурузы и других овощей, завёрнутое в листья кукурузы, а затем отваренное.
Широко используется кукуруза в американской кухне. Благодаря ей во всём мире известны воздушная кукуруза (попкорн) — зёрна кукурузы, разорванные изнутри давлением пара при нагревании, и корн-дог — сосиска, покрытая кукурузным тестом и обжаренная во фритюре.

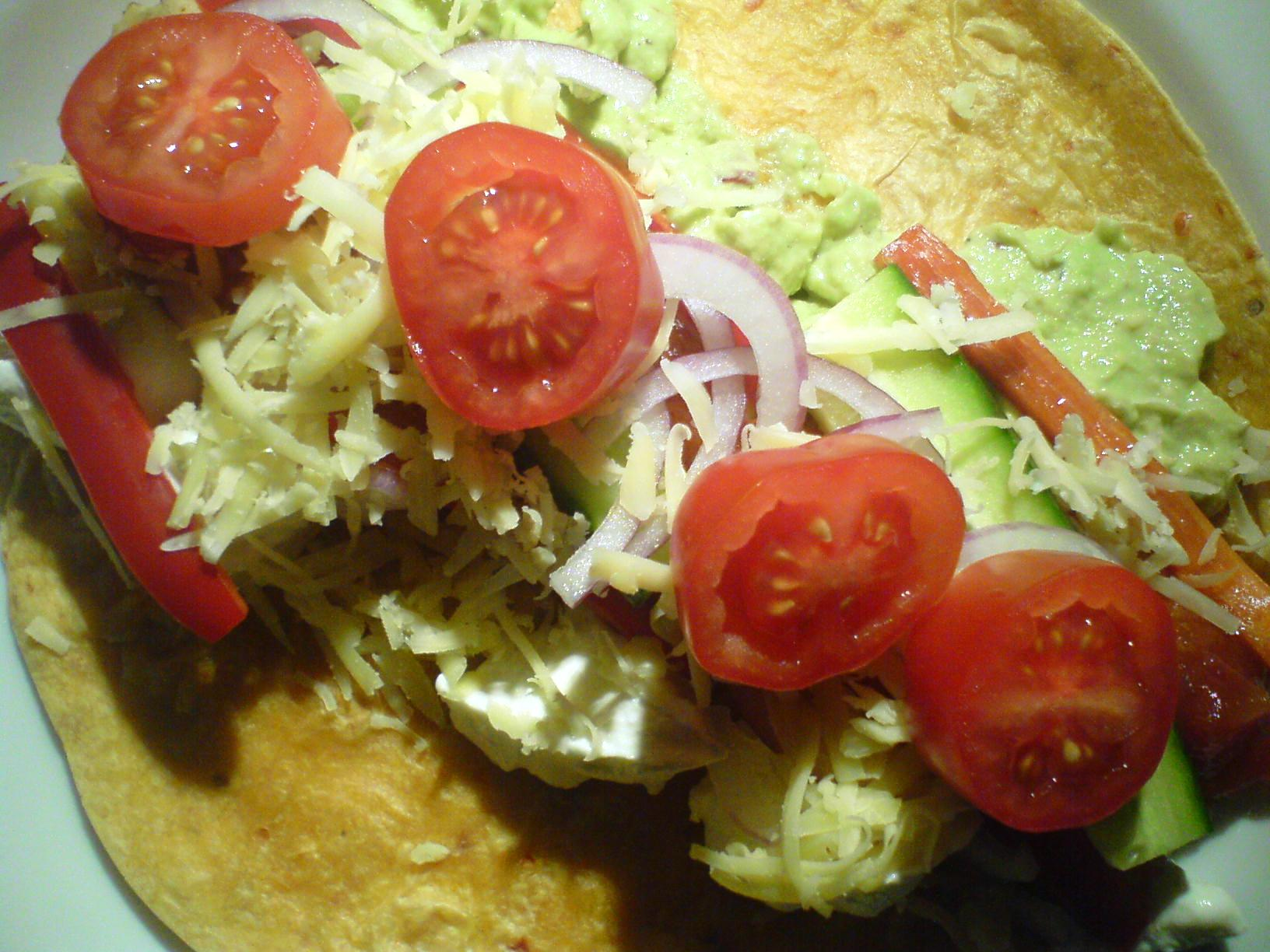
Мексиканская лепёшка тортилья с начинкой

У многих народов Америки, Европы, Азии и Африки существуют традиционные рецепты приготовления хлебобулочных и кондитерских изделий из кукурузной муки: у народов Центральной Америки вместо хлеба используют лепёшки из кукурузной муки — тортильи, в них заворачивают различные начинки и подают в виде самостоятельного блюда; в Западной Грузии это хлеб и лепёшки — мчади, в Абхазии это кукурузные лепешки — «амгьал», в Чечне это лепёшки и разнообразная выпечка — сискал; у португальцев это хлеб broa de milho; у египтян традиционный торт из кукурузной муки, подаваемый с ананасами.
В китайской дворцовой кухне, основывающейся на традициях императорских кухонь последней династии Цин (1644—1911 годы), есть блюдо, которое готовят из кукурузной муки, — кукурузные пампушки. Появились они в меню дворца в 1900 году, когда Пекин был оккупирован объединённой армией восьми государств. Спасаясь бегством в город Сиань, по дороге императрица Цыси так проголодалась, что съела пампушку из кукурузной муки, приготовленную в одной из простых семей Северного Китая. Пампушка ей очень понравилась, и, вернувшись в Пекин, она приказала придворному повару приготовить такие же. Однако повар, опасаясь, что обыкновенные пампушки из кукурузной муки будут слишком грубой пищей для престарелой Цыси, приготовил на пару́ крошечные пирожные из тщательно размолотой кукурузной муки и рафинированного сахара, но такой же формы, что и обыкновенные пампушки.

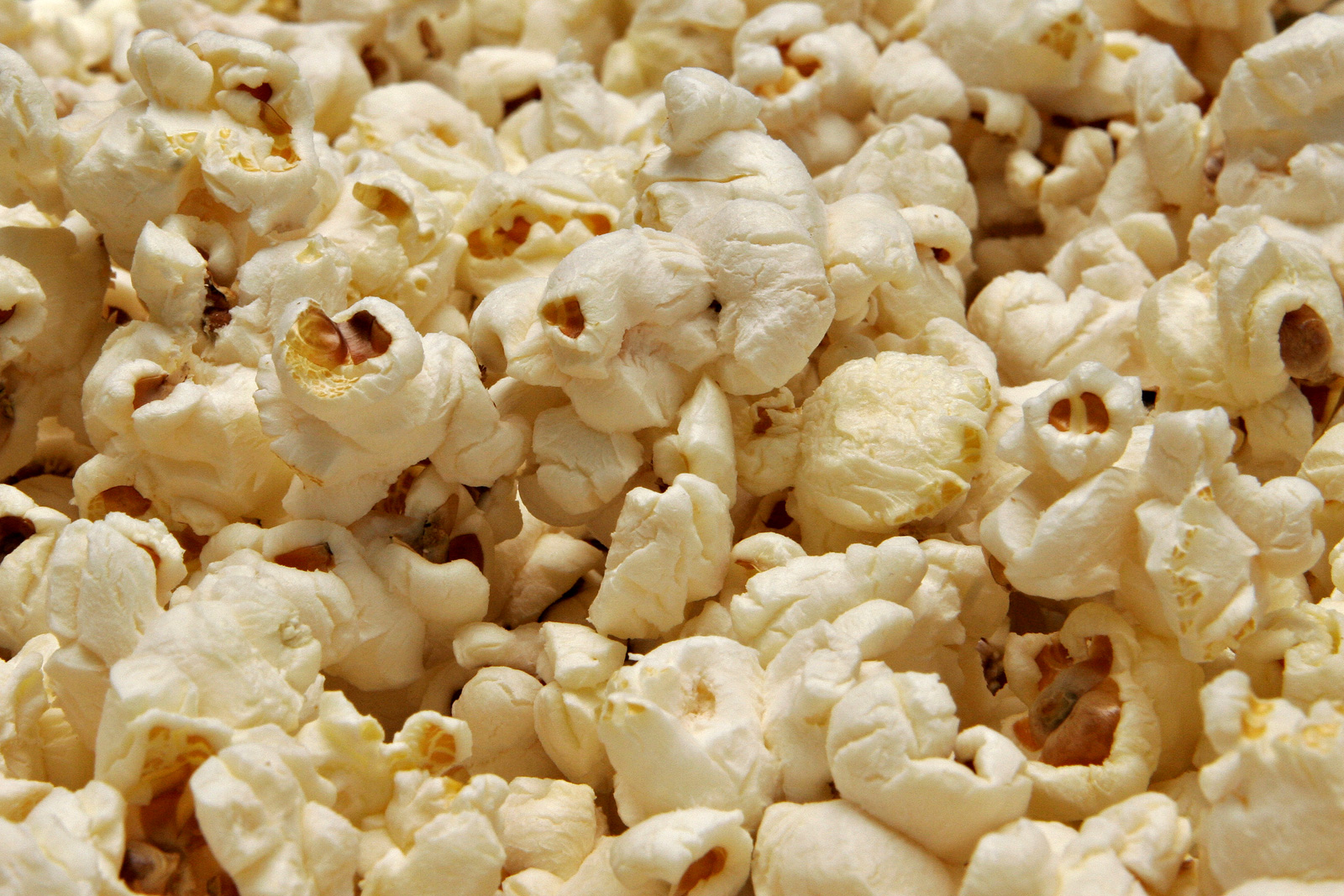
Воздушная кукуруза

У древних народов Мексики существовал рецепт приготовления пива чича (chicha) из проросших зёрен кукурузы, подвергнутых брожению, который сохранился и по сей день. При помощи брожения приготовляли напиток и из сока стеблей. Из сока получался также сахар:113.
Минимальное содержание 51 % от общего количества исходного сырья — необходимое условие для производства бурбона.

### В кормопроизводстве
Кукуруза выращивается на силос и убирается в стадии молочно-восковой спелости кормоуборочными комбайнами со специальными жатками. Кукуруза на силос имеет большую урожайность.

### В медицине
Кукурузные столбики с рыльцами (лат. Stili et Stigmata Maydis) используются в медицине под названием «кукурузный волос». Их заготавливают летом в фазе молочной спелости початков или в августе — сентябре при сборе кукурузных початков; срывают их вручную, ножом или серпом. Сушат сырьё в сушилках при температуре 40 °С или на воздухе, в тени, разложив слоем 1—2 см. Из-за высокой гигроскопичности сырья его следует хранить в сухом, хорошо проветриваемом помещении. Срок годности 3 года. Кукурузные рыльца содержат аскорбиновую кислоту, пантотеновую кислоту, витамин K, жирное масло, следы эфирного масла, горькие вещества, сапонины, смолы, ситостерол, стигмастерол; обладают желчегонным и мочегонным свойством. В народной медицине их используют при заболеваниях печени. В научной медицине многих стран, в том числе и в России, жидкий экстракт и настой кукурузных рылец применяют при холангите, холецистите, гепатите и желчнокаменной болезни, а также в случае недостаточного отделения жёлчи, реже — как кровоостанавливающее средство. Как мочегонное средство настой или отвар кукурузных рылец используют при мочекаменной болезни, воспалительных заболеваниях мочеполовых путей и простатите.
Зародыши зерновой кукурузы содержат 49—57 % жирного масла (лат. Oleum Maydis). Масло получают холодным и горячим прессованием и прессованием с экстракцией. Сырое, нерафинированное кукурузное масло рекомендуется как вспомогательное диетическое средство для профилактики и лечения атеросклероза, ожирения, сахарного диабета.

### Другое использование
Древние народы Мексики высохшие стебли кукурузы употребляли на постройку хижин и заборов. Сухие стержни початков, а также обвёртка початков употреблялись как пробки, а также шли на изготовление прибора — тёрки для отделения зёрен от початков. Из обвёртки початков в Колумбии изготовляли мячи:114.
Стебли и листья кукурузы служат в Мексике основным фуражом, причём есть различные способы его приготовления:120.
Из стержней початков изготавливали курительные трубки.

## Урожайность
Средняя урожайность составляла в США в 1860-е — 1940-е годы около 16 центнеров зерна с гектара. Начиная с 1930-х годов начались работы по гибридизации кукурузы, приведшие к увеличению урожайности с темпом 0,5 центнера с га в год. В середине 1950-х годов, когда урожайность достигла примерно 20-25 ц/га, произошёл новый прорыв (простые гибриды, неорганические удобрения, химические пестициды, механизация) и урожайность стала увеличиваться с темпом 1,2 ц/га в год. С 1960 по 1990 год урожайность выросла с 30 до 70 ц/га.
С середины 1990-х годов внедряются трансгенные сорта кукурузы с устойчивостью к вредителям, что позволило продолжить рост урожайности с 80 до 100 ц/га (2010-е годы). Максимальная урожайность кукурузы, зафиксированная в 2014 году во Франции, составила 180 ц/га.

## Сорта кукурузы

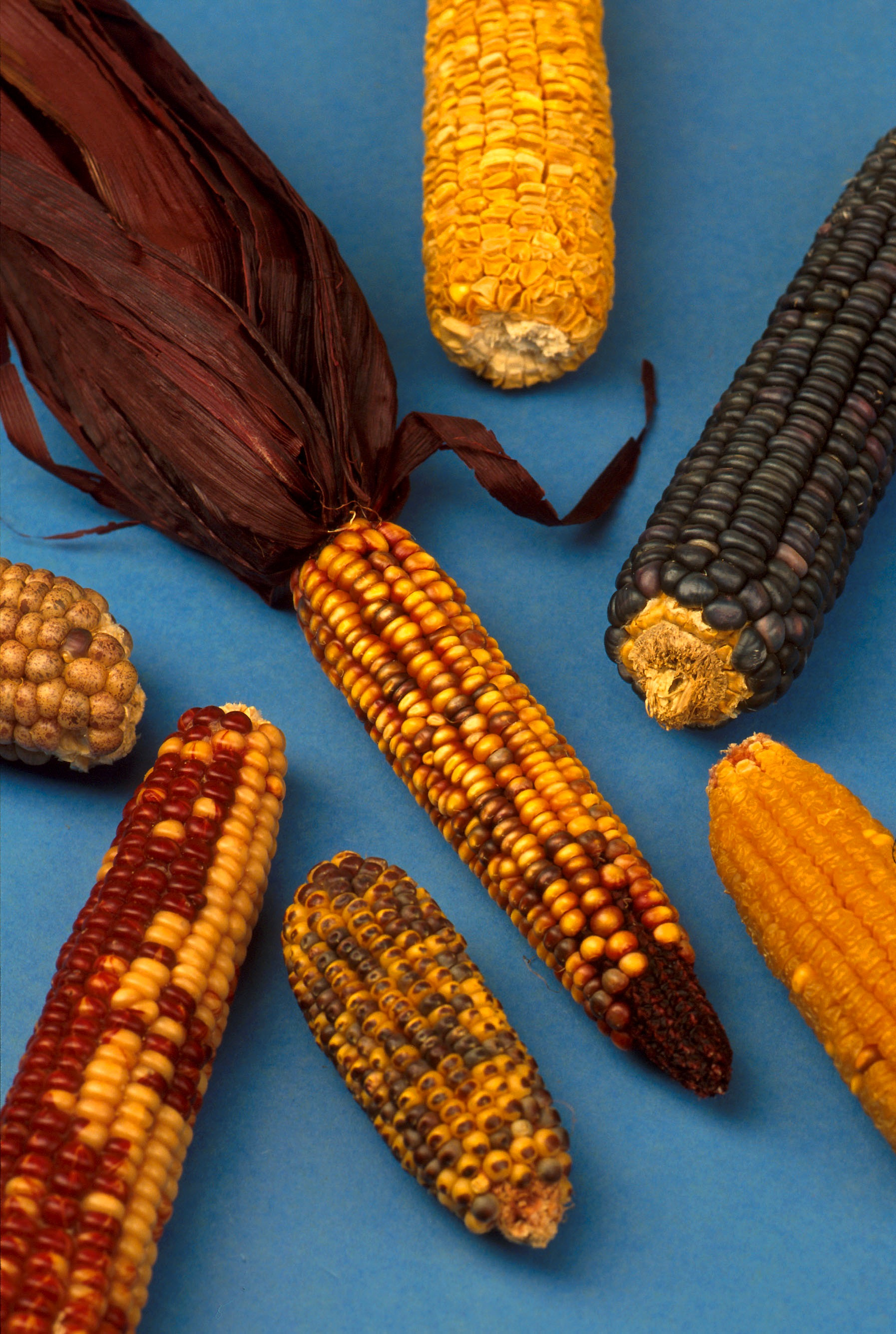
Сорта кукурузы

В зависимости от свойств зерна кукуруза подразделяется на семь подвидов. Из них в России наиболее распространены сахарная (овощная), кремнистая и зубовидная. Крахмалистая и лопающаяся кукуруза широко культивируются в США, где они приобрели промышленное значение. Эти подвиды идут, в том числе, на приготовление традиционного американского блюда — воздушной кукурузы (англ. popcorn). Менее известны и распространены такие подвиды кукурузы, как восковидная и плёнчатая. Все подвиды, в свою очередь, имеют множество сортов, которые различаются по срокам созревания, окраске и размеру зёрен, их вкусу и способности к длительному хранению.

### В России
Классификация гибридов кукурузы по ФАО требуется при определении степени скороспелости того или иного сорта.
Россельхозцентр публикует ежегодные рейтинги ТОП-10 сортов (гибридов) зерновых, зернобобовых и масличных культур по объёмам высева (тыс. тон), включая кукурузу: данные на 2020 и 2021 годы.

### Генетические модификации
Генетически модифицированная (ГМ) кукуруза в 2009 году стала одной из ГМ культур, которые выращивают в мире в коммерческих целях. В США и Канаде её стали выращивать с 1997 года. К 2009 году 85 % кукурузы, выращенной в США, были генетически модифицированными. Её выращивают в коммерческих целях также в Бразилии, Аргентине, Южной Африке, Канаде, Филиппинах, Испании и, в меньших масштабах, в Чехии, Португалии, Египте и Гондурасе.

### Азотфиксирующие сорта
Азотфиксирующие сорта кукурузы обнаружены в Сьерра-Михе, что на юге Мексики.

## Кукуруза в мифах
У древних майя был бог кукурузы, который, по-видимому, отождествлялся с богом жатвы Юм Кааш. Он изображался в виде юноши с головным украшением из листьев кукурузы, представляя собой раскрывающийся початок кукурузы. Ему соответствовал иероглиф в виде зерна кукурузы. Богиня майя Кукуиц изображалась украшенной листьями кукурузы.
В ацтекской мифологии у бога солнца и богини луны был сын Центеотль — бог кукурузы. По преданиям, бог кукурузы был разрублен из зависти другим божеством на части, которые превратились в кукурузу и другие полезные растения. Само мексиканское название кукурузы tlaolli означает «наше тело (мясо)».
Ацтеки почитали богиню кукурузы Шилонен (Шканиль), бывшую одновременно богиней изобилия и домашнего очага. Она изображалась с двумя початками кукурузы в левой руке.
В мифологии первобытной Мексики и Гватемалы введение кукурузы в культуру приписывается верховному божеству тольтеков и майя Кетцалькоатлю. По преданию, он направился на розыски растения, пригодного для возделывания, из Икаланко на побережье Табаско и нашёл кукурузу в Пахиль-Каяла, лежащем в царстве Хибальба на границе Мексики и Гватемалы:109.
Керван — дух ростков кукурузы в мифологии народа хопи.

## См. также

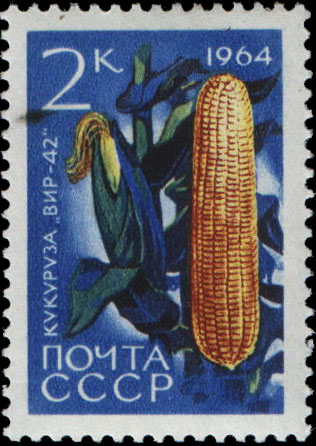
Почтовая марка СССР, 1964